# AST Computers
AST Computers foi uma empresa privada estadunidense fundada em 1991 quando Beny Alagem, fundador da Packard Bell Electronics, comprou o nome e a propriedade intelectual da AST Research, Inc. que produzia computadores desktop, computadores notebook e computadores mainframe. Seus primeiros computadores vinham com 4 Megabytes de memória RAM e um processador Intel 80486 e foram até os processadores Intel Pentium com 16 Megabytes de RAM. 
A AST Computers desapareceu do mercado em 2001. Hoje em dia, não é difícil encontrar computadores da AST, principalmente em lojas de usados ou grupos de trabalho antigos.